# Альваро Морте
Альваро Антоніо Гарсія (ісп. Álvaro Antonio García; нар. 23 лютого 1975, Альхесірас, Кадіс, Іспанія) — іспанський актор кіно і телебачення. Більш відомий під псевдонімом Альваро Морте.

## Біографія
Альваро Антоніо Гарсія народився та виріс у місті Альхесірас на півдні Іспанії. Він почав свою кар'єру з невеликої ролі в серіалі «Центральна лікарня», після чого також грав у серіалах «25 поверх», «Кохання за часів переворотів» і «Таємниця старого мосту». У 2017 році зіграв роль Професора в серіалі «Паперовий будинок». За цю роль в 2018 році він був номінований на премію «Ферос». Серіал спочатку був показаний на каналі Antena 3, але отримав всесвітню популярність після того, як був придбаний Netflix.

## Фільмографія
| Рік         |   | Українська назва           | Оригінальна назва          | Роль           |
| ----------- | - | -------------------------- | -------------------------- | -------------- |
| 2014        | с | Любов за часів переворотів | Amar en tiempos revueltos  | Габріель Арета |
| 2014 — 2017 | с | Таємниця старого мосту     | El secreto de Puente Viejo | Лукас Молінеро |
| 2017        | с | Паперовий будинок          | La casa de papel           | Професор       |
| 2018        | ф | Під час грози              | Durante la tormenta        | Давид Ортіс    |
| 2019        | с | Причал                     | El embarcadero             | Оскар          |